# Escambia County (Florida)
Escambia County is een county in de Amerikaanse staat Florida.
De county heeft een landoppervlakte van 1.715 km² en telt 294.410 inwoners (volkstelling 2000). De hoofdplaats is Pensacola.

## Bevolkingsontwikkeling

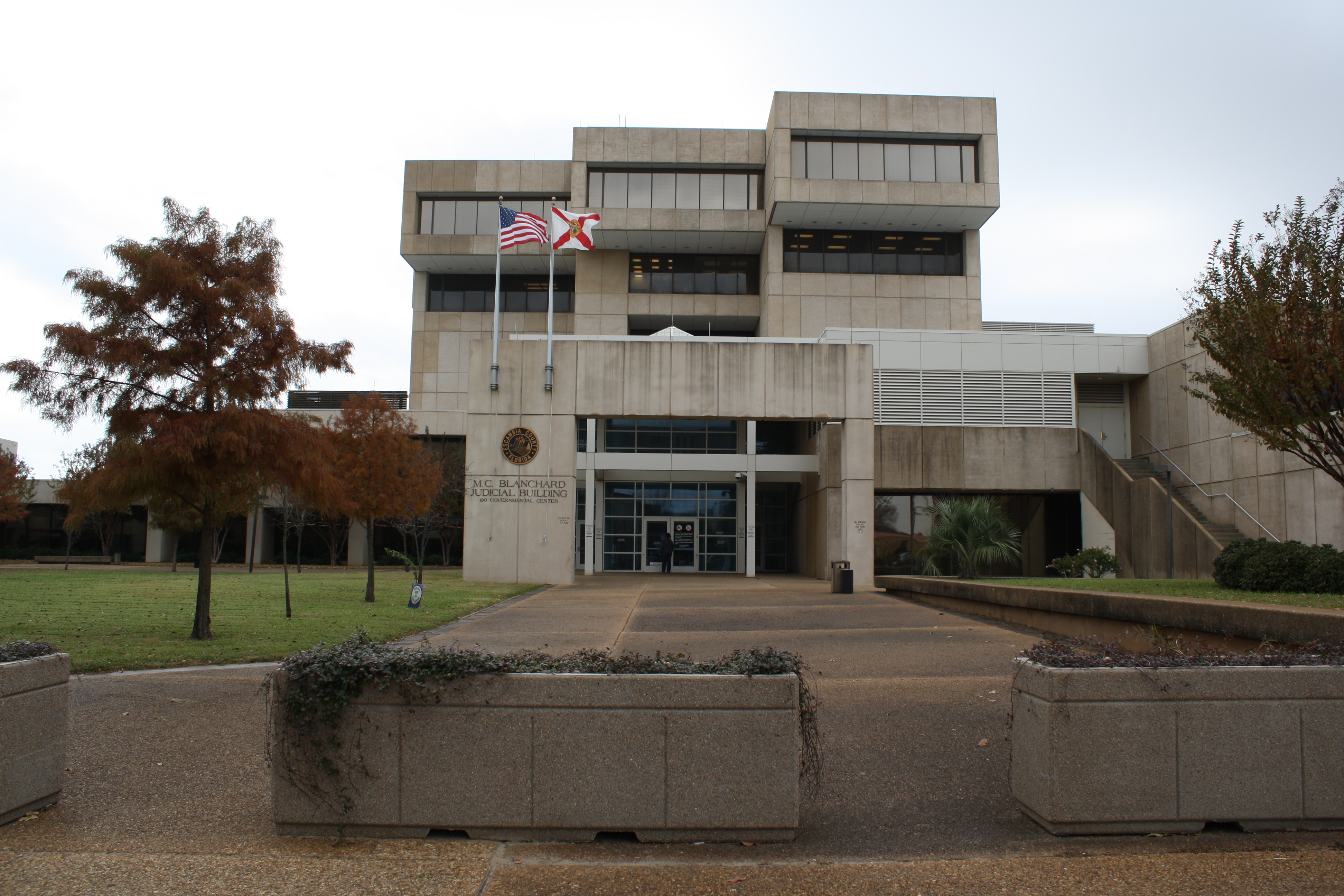
Escambia County Courthouse